# Marsh Harbour
Marsh Harbour  este o așezare situată în partea de est a insulei Great Abaco, componentă a arhipelagului Bahamas. La recensământul din 1990 localitatea avea 3.600 locuitori.